# 6. Seimas

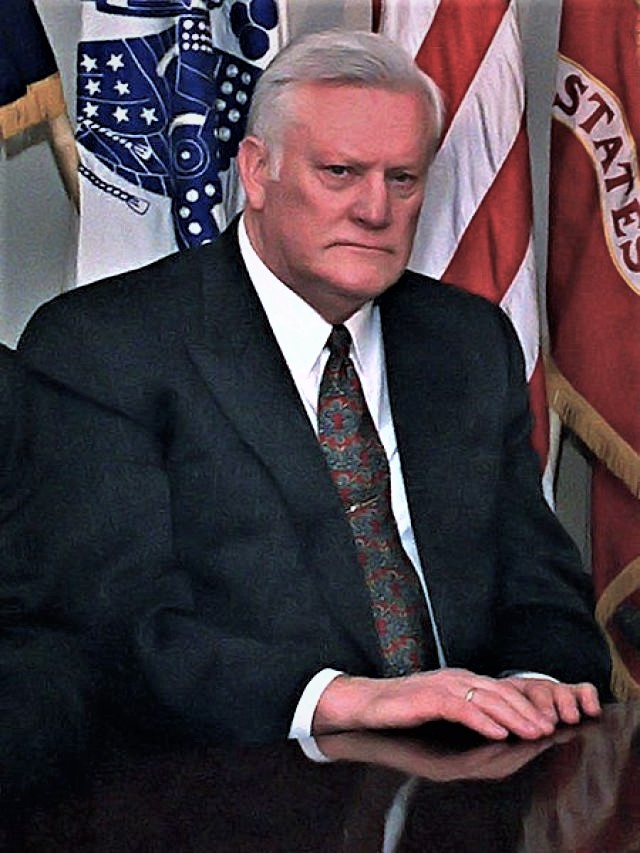
Parlamentspräsident Brazauskas

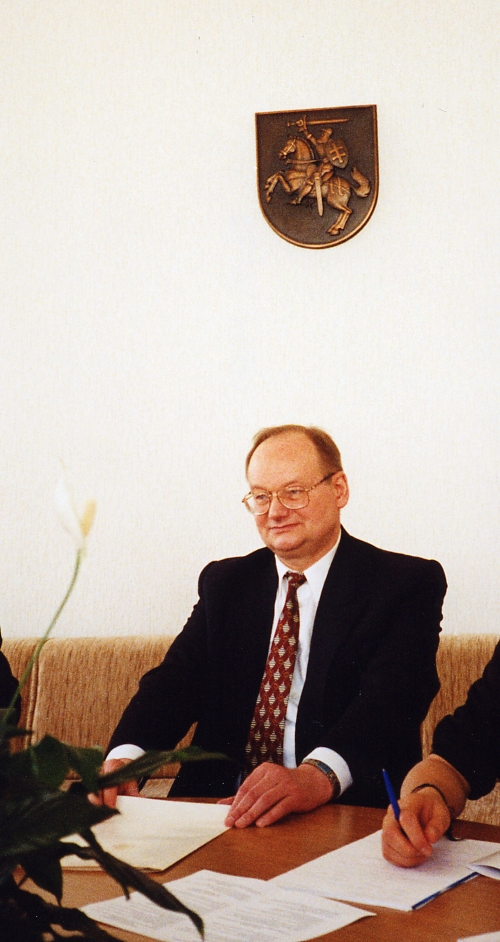
Parlamentspräsident Česlovas Juršėnas

Der 6. Seimas war das litauische Parlament (Seimas), das im Herbst 1992 für die Legislaturperiode von 1992 bis 1996 gewählt wurde.
Die Zählung der Legislaturperioden ergibt sich daraus, dass Litauen 1918 unabhängig geworden war und dass die Saeimas seit der Wiedergewinnung der litauischen Unabhängigkeit 1990 in der Tradition der vier Seimas bis zur ersten Besetzung Litauens durch die Sowjetunion 1940 stehen. Als 5. Seimas gilt der Restituierende Seimas in den beiden ersten Jahren der wiedergewonnenen Unabhängigkeit (von 1990 bis 1992).

## Präsidenten
- Algirdas Mykolas Brazauskas (1932–2010)
- Česlovas Juršėnas (* 1938)

## Vizepräsidenten
- Juozas Bernatonis, Egidijus Bičkauskas und Aloyzas Sakalas

## Kanzler
- Neris Germanas

## Mitglieder
| Name                               | Wahlbezirk               | Liste         | Nummer in der Liste | Fraktion     | Mandatszeit        |
| ---------------------------------- | ------------------------ | ------------- | ------------------- | ------------ | ------------------ |
| Zenonas Petras Adomaitis           | 41 Kelmės                | LDDP          | 46                  | LDDPF        |                    |
| Albinas Albertynas                 | 62 Jurbarko              | LDDP          | 21                  | LDDPF        |                    |
| Vilija Aleknaitė Abramikienė       | Daugiamandatė            | LPS           | 19                  | TSKF         |                    |
| Leonas Alesionka                   | Daugiamandatė            | LDDP          | 47                  | LDDPF        |                    |
| Nijolė Ambrazaitytė                | 9 Lazdynų                | LRPCH         | 13                  | TSKF         |                    |
| Laima Liucija Andrikienė           | Daugiamandatė            | LPS           | 2                   | TSKF         |                    |
| Vytenis Povilas Andriukaitis       | Daugiamandatė            | LSDP          | 5                   | LSDPF        |                    |
| Jonas Algirdas Antanaitis          | Daugiamandatė            | LSDP          | 9                   | LSDPF        | ab 1995            |
| Kazimieras Antanavičius            | 31 Gargždų               | LSDP          | 2                   | LSDPF, MSNG  |                    |
| Vytautas Arbačiauskas              | Daugiamandatė            | LDDP          | 29                  | LDDPF        |                    |
| Vytautas Astrauskas                | 3 Antakalnio             | LDDP          | –                   | LDDPF        |                    |
| Arvydas Bajoras                    | 63 Suvalkijos            | LDDP          | 63                  | LDDPF        |                    |
| Alvydas Baležentis                 | Daugiamandatė            | LTS           | 9                   | LTSF         |                    |
| Juozas Gediminas Baranauskas       | 39 Akmenės-Joniškio      | LDDP          | 20                  | LDDPF        |                    |
| Antanas Baskas                     | Daugiamandatė            | LDDP          | 42                  | LDDPF, LSDPF |                    |
| Juozas Bastys                      | Daugiamandatė            | LDDP          | 35                  | LDDPF        | bis 1995           |
| Julius Beinortas                   | 28 Aukštaitijos          | LKDP          | 27                  | KDF          |                    |
| Aleksandras Bendinskas             | Daugiamandatė            | LDDP          | 30                  | LDDPF        |                    |
| Juozas Bernatonis                  | Daugiamandatė            | LDDP          | 16                  | LDDPF        |                    |
| Egidijus Bičkauskas                | 7 Justiniškių            | LCJ           | 4                   | MSNG         |                    |
| Romualdas Ignas Bloškys            | Daugiamandatė            | LDDP          | 57                  | LDDPF        |                    |
| Kazys Bobelis                      | 29 Marijampolės          | LKDS          | 1                   | MSNG         |                    |
| Vytautas Bogušis                   | Daugiamandatė            | KDP-PKTS      | 10                  | KDP, KDF     |                    |
| Algirdas Mykolas Brazauskas        | 59 Kaišiadorių           | LDDP          | 1                   | LDDPF        | bis November 1992  |
| Vanda Briedienė                    | Daugiamandatė            | KDP-PKTS      | 8                   | KDP, PKTLF   |                    |
| Vytautas Jurgis Bubnys             | 67 Prienų                | LDDP          | 28                  | LDDPF, MSNG  |                    |
| Antanas Būdvytis                   | Daugiamandatė            | LDDP          | 8                   | LDDPF        |                    |
| Vytautas Algimantas Buinevičius    | Daugiamandatė            | LDDP          | 26                  | LDDPF        |                    |
| Juozas Bulavas                     | Daugiamandatė            | LDDP          | 33                  | LDDPF        | bis 1995           |
| Virgilijus Vladislovas Bulovas     | Daugiamandatė            | LDDP          | 67                  | LDDPF        |                    |
| Sigita Burbienė                    | 6 Šeškinės               | LDDP          | 45                  | LDDPF        |                    |
| Vladas Butėnas                     | 32 Šilutės               | LDDP          | –                   | LDDPF        |                    |
| Medardas Čobotas                   | Daugiamandatė            | KDP-PKTS      | 13                  | KDP, KDF     |                    |
| Rimantas Jonas Dagys               | Daugiamandatė            | LSDP          | 6                   | LSDPF        |                    |
| Kęstutis Dirgėla                   | 19 Danės                 | LPS           | 47                  | TSKF         |                    |
| Juozas Dringelis                   | Daugiamandatė            | LPS           | 17                  | TSKF         |                    |
| Arūnas Eigirdas                    | Daugiamandatė            | LPS           | 24                  | TSKF         | bis 1993           |
| Vytautas Einoris                   | Daugiamandatė            | LDDP          | –                   | LDDPF        | ab 1995            |
| Algirdas Endriukaitis              | Daugiamandatė            | LPS           | 11                  | MSNG         |                    |
| Balys Gajauskas                    | Daugiamandatė            | KDP-PKTS      | 2                   | KDP, PKTLF   |                    |
| Kęstutis Gaška                     | 70 Varėnos-Eišiškių      | LDDP          | –                   | LDDPF, MSNG  |                    |
| Neris Germanas                     | 23 Aušros                | LDDP          | 19                  | LDDPF        | bis Oktober 1996   |
| Bronislovas Genzelis               | 1 Naujamiesčio           | LDDP          | 9                   | LDDPF        |                    |
| Alfonsas Giedraitis                | Daugiamandatė            | LDDP          | 34                  | LDDPF        |                    |
| Povilas Gylys                      | 51 Utenos                | LDDP          | 2                   | LDDPF        |                    |
| Petras Giniotas                    | 21 Marių                 | LPS           | 31                  | LPS, KDF     |                    |
| Algimantas Antanas Greimas         | 68 Vilkaviškio           | LDDP          | 60                  | LDDPF        |                    |
| Algirdas Gricius                   | Daugiamandatė            | LDDP          | 43                  | LDDPF        |                    |
| Romualda Hofertienė                | Daugiamandatė            | LPS           | 23                  | TSKF         | bis 13. April 1993 |
| Arvydas Ivaškevičius               | 25 Dainų                 | LDDP          | 58                  | LDDPF        |                    |
| Bronislovas Jagminas               | Daugiamandatė            | LDDP          | 62                  | LDDPF        |                    |
| Povilas Jakučionis                 | Daugiamandatė            | KDP-PKTS      | 11                  | KDP, PKTLF   |                    |
| Juozas Janonis                     | Daugiamandatė            | LPS           | 25                  | TSKF         | bis 13. April 1993 |
| Egidijus Jarašiūnas                | 26 Nevėžio               | LPS           | 9                   | TSKF         | bis 1996           |
| Vladimir Jarmolenko                | 16 Dainavos              | LPS           | 10                  | TSKF         |                    |
| Leonardas Kęstutis Jaskelevičius   | 71 Lazdijų-Druskininkų   | LDDP          | 6                   | LDDPF        |                    |
| Gema Jurkūnaitė                    | Daugiamandatė            | LDDP          | 39                  | LDDPF        |                    |
| Česlovas Juršėnas                  | 53 Ignalinos-Švenčionių  | LDDP          | 3                   | LDDPF        |                    |
| Vytautas Juškus                    | 24 Saulės                | LDDP          | 54                  | LDDPF        | bis Oktober 1996   |
| Antanas Kairys                     | 44 Radviliškio           | LDDP          | 38                  | LDDPF        |                    |
| Vytautas Kanapeckas                | 47 Pasvalio-Panevėžio    | LDDP          | –                   | LDDPF        |                    |
| Justinas Karosas                   | Daugiamandatė            | LDDP          | 32                  | LDDPF        |                    |
| Povilas Katilius                   | 15 Kalniečių             | LKDP          | 1                   | KDP, KDF     |                    |
| Juozapas Algirdas Katkus           | 13 Centro                | LPS           | –                   | TSKF         |                    |
| Gediminas Kirkilas                 | Daugiamandatė            | LDDP          | 5                   | LDDPF        |                    |
| Feliksas Kolosauskas               | 49 Anykščių-Kupiškio     | LDDP          | 70                  | LDDPF        |                    |
| Kazimieras Vytautas Kryževičius    | Daugiamandatė            | KDP-PKTS      | 7                   | KDP, KDF     |                    |
| Kęstutis Kubertavičius             | Daugiamandatė            | LDDP          | 50                  | LDDPF        |                    |
| Andrius Kubilius                   | Daugiamandatė            | LPS           | 14                  | TSKF         |                    |
| Jonas Kubilius                     | Daugiamandatė            | LDDP          | 31                  | LDDPF        |                    |
| Algirdas Kunčinas                  | 5 Fabijoniškių           | LDDP          | 27                  | LDDPF        |                    |
| Elvyra Janina Kunevičienė          | 33 Šilutės-Šilalės       | LPKTS         | –                   | PKTLF        |                    |
| Kazimieras Kuzminskas              | 18 Panemunės             | LKDP          | 16                  | KDF          |                    |
| Vytautas Landsbergis               | Daugiamandatė            | LPS           | 1                   | TSKF         |                    |
| Vaclovas Lapė                      | Daugiamandatė            | LPS           | 4                   | TSKF         |                    |
| Tautvydas Lideikis                 | Daugiamandatė            | LPS           | 16                  | TSKF         | bis 1993           |
| Linas Antanas Linkevičius          | Daugiamandatė            | LDDP          | 12                  | LDDPF        |                    |
| Juozas Listavičius                 | Daugiamandatė            | LPS           | 18                  | TSKF         |                    |
| Vytautas Liutikas                  | 40 Telšių                | LDDP          | 15                  | LDDPF        |                    |
| Albinas Lozuraitis                 | Daugiamandatė            | LDDP          | 17                  | LDDPF        |                    |
| Ryšard Maciejkianiec               | 57 Vilniaus-Trakų        | Lenkų         | 1                   | LLSF         |                    |
| Valentinas Mačiulis                | Daugiamandatė            | LDDP          | 51                  | LDDPF        |                    |
| Stasys Malkevičius                 | Daugiamandatė            | LPS           | 12                  | TSKF         |                    |
| Rimantas Markauskas                | Daugiamandatė            | LDDP          | 59                  | LDDPF        |                    |
| Nikolaj Medvedev                   | Daugiamandatė            | LSDP          | 3                   | LSDPF        |                    |
| Leonas Milčius                     | 65 Kauno-Kėdainių        | LTS           | 20                  | LTSF         |                    |
| Gabriel Jan Mincevič               | Daugiamandatė            | Lenkų         | 2                   | LLSF         |                    |
| Petras Algirdas Miškinis           | Daugiamandatė            | KDP-PKTS      | 6                   | KDP, KDF     |                    |
| Alfonsas Navickas                  | 38 Mažebis ų             | LDDP          | 36                  | LDDPF        |                    |
| Juozas Nekrošius                   | 42 Raseinių              | LDDP          | 23                  | LDDPF        |                    |
| Antanas Nesteckis                  | Daugiamandatė            | LDDP          | 64                  | LDDPF        | bis Juli 1996      |
| Romualdas Ozolas                   | Daugiamandatė            | LCJ           | 3                   | MSNG         |                    |
| Justas Vincas Paleckis             | Daugiamandatė            | LSDP          | 8                   | LSDP         | 1995               |
| Jonas Pangonis                     | 69 Dzūkijos              | LSDP          | 13                  | LSDPF, LDDPF |                    |
| Petras Papovas                     | 52 Zarasų                | LDDP          | 14                  | LDDPF        |                    |
| Algirdas Vaclovas Patackas         | 14 Žaliakalnio           | LPS           | 7                   | LPS, KDF     |                    |
| Kęstutis Povilas Paukštys          | 17 Pramonės              | LPS           | 46                  | TSKF         |                    |
| Gediminas Adolfas Paviržis         | 2 Senamiesčio            | LDDP          | 48                  | LDDPF        |                    |
| Saulius Pečeliūnas                 | Daugiamandatė            | KDP-PKTS      | 3                   | KDP, DPF     |                    |
| Vytautas Petkevičius               | 46 Pakruojo-Joniškio     | LDDP          | 13                  | LDDPF        |                    |
| Valdas Petrauskas                  | Daugiamandatė            | KDP-PKTS      | 12                  | KDP, DPF     |                    |
| Vytautas Petras Plečkaitis         | Daugiamandatė            | LSDP          | 7                   | LSDPF        |                    |
| Artur Plokšto                      | Daugiamandatė            | Lenkų         | 3                   | LLSF         |                    |
| Algirdas Pocius                    | Daugiamandatė            | LDDP          | 49                  | LDDPF        |                    |
| Zigmas Povilaitis                  | 64 Šakių                 | LDDP          | 71                  | LDDPF        | ab 1993            |
| Juras Karlowitsch Požela           | Daugiamandatė            | LDDP          | 37                  | LDDPF        |                    |
| Vincentas Pranevičius              | 60 Jonavos               | LDDP          | 55                  | LDDPF        |                    |
| Mykolas Pronckus                   | 35 Plungės               | LDDP          | 11                  | LDDPF        |                    |
| Antanas Račas                      | Daugiamandatė            | LPS           | 15                  | TSKF         |                    |
| Everistas Raišuotis                | 54 Molėtų-Švenčionių     | LDDP          | –                   | LDDPF        |                    |
| Arimantas Juvencijus Raškinis      | 12 Aleksoto-Vilijampolės | LKDP          | 22                  | KDF          |                    |
| Algirdas Ražauskas                 | Daugiamandatė            | LDDP          | 40                  | LDDPF        |                    |
| Virginijus Ražukas                 | Daugiamandatė            | LDDP          | 69                  | LDDPF        | ab 1993            |
| Audrius Rudys                      | Daugiamandatė            | LSDP          | 4                   | LSDPF        | bis 1995           |
| Benediktas Vilmantas Rupeika       | 55 Širvintų-Vilniaus     | LDDP          | 22                  | LDDPF        |                    |
| Algirdas Sadkauskas                | 58 Trakų                 | LDDP          | 56                  | LDDPF        | bis September 1996 |
| Aloyzas Sakalas                    | Daugiamandatė            | LSDP          | 1                   | LSDPF        |                    |
| Algimantas Salamakinas             | Daugiamandatė            | LDDP          | 65                  | LDDPF        |                    |
| Algirdas Saudargas                 | Daugiamandatė            | KDP-PKTS      | 4                   | KDP, KDF     |                    |
| Vytautas Saulis                    | 50 Rokiškio              | LDDP          | 52                  | LDDPF        |                    |
| Zbignev Semenovič                  | 56 Vilniaus-Šalčininkų   | LPS           | –                   | LLSF         |                    |
| Kęstutis Skrebys                   | 27 Vakarinė              | NP            | 13                  | TSKF         |                    |
| Karolis Snežko                     | Daugiamandatė            | LDDP          | 53                  | LDDPF        | bis August 1996    |
| Mindaugas Stakvilevičius           | 45 Šiaulių kaim.         | LDDP          | 24                  | LDDPF        |                    |
| Antanas Napoleonas Stasiškis       | Daugiamandatė            | LPS           | 8                   | TSKF         |                    |
| Saulius Šaltenis                   | Daugiamandatė            | LPS           | 6                   | TSKF         |                    |
| Irena Šiaulienė                    | 20 Baltijos              | LDDP          | 10                  | LDDPF        |                    |
| Zita Šličytė                       | 34 Tauragės              | LPKTS         | 5                   | PKTLF        |                    |
| Vytautas Šumakaris                 | 10 N. Vilnios            | LDDP          | 44                  | LDDPF        |                    |
| Juozapas Tartilas                  | Daugiamandatė            | KDP-PKTS      | 9                   | KDP, DPF     |                    |
| Algimantas Povilas Tauras          | Daugiamandatė            | LDDP          | 61                  | LDDPF        |                    |
| Mečislovas Treinys                 | 66 Kauno kaim.           | LTS           | 5                   | LTSF         |                    |
| Pranciškus Tupikas                 | 8 Karoliniškių           | LPS           | 22                  | TSKF         |                    |
| Kazimieras Uoka                    | Daugiamandatė            | LPS           | 5                   | LPS, LTSF    |                    |
| Ignacas Stasys Uždavinys           | 36 Kretingos             | LKDP          | 57                  | KDF          |                    |
| Gediminas Vagnorius                | Daugiamandatė            | LPS           | 3                   | TSKF         |                    |
| Alfonsas Vaišnoras                 | 11 Šilainių              | LPS           | 44                  | TSKF         |                    |
| Albinas Vaižmužis                  | 48 Biržų-Kupiškio        | Pats išsikėlė | –                   | MSNG         |                    |
| Virmantas Velikonis                | 43 Kėdainių              | LDDP          | 4                   | LDDPF        |                    |
| Julius Veselka                     | 30 Alytaus               | LDDP          | 7                   | LDDPF        |                    |
| Marijonas Visakavičius             | 61 Ukmergės              | LDDP          | 25                  | LDDPF        |                    |
| Pranciškus Stanislavas Vitkevičius | 37 Skuodo-Mažeikių       | LDDP          | 18                  | LDDPF        |                    |
| Vytautas Vidmantas Zimnickas       | Daugiamandatė            | LDDP          | 41                  | LDDPF        |                    |
| Emanuelis Zingeris                 | 4 Žirmūnų                | LRPCH         | 20                  | TSKF         |                    |
| Juozas Žebrauskas                  | Daugiamandatė            | LDDP          | 66                  | LDDPF        |                    |
| Vidmantas Žiemelis                 | Daugiamandatė            | LPS           | 21                  | TSKF         |                    |
| Ričardas Žurinskas                 | 22 Pajūrio               | LDDP          | –                   | LDDPF        | bis 1993           |